# Hansgrohe
Hansgrohe SE es una empresa alemana especializada en productos sanitarios, fundada en 1901 por Hans Grohe en Schiltach, Alemania. Hansgrohe es uno de los fabricantes de duchas, teleduchas y grifería más grandes del mundo. Su principal accionista es el grupo Masco Corporation, con sede en Taylor, Míchigan, Estados Unidos.
No se debe confundir Hansgrohe con Grohe AG, otra empresa alemana de productos sanitarios dirigida por Friedrich, hijo de Hans Grohe.

## Información general
Hansgrohe cuenta con dos accionistas principales. La familia de Klaus Grohe, hijo menor del fundador, posee el 32 % de las acciones y el grupo Masco Corporation, el 68 % restante. Hans Jürgen Kalmbach es el presidente de Hansgrohe desde 2018. La empresa comercializa sus productos bajo dos marcas: AXOR y hansgrohe.
En 2017 Hansgrohe generó ventas por un total de 1.077 millones de euros (2016: 1.029 millones de euros). Actualmente la empresa cuenta 4.962 empleados, el 40 % de los cuales trabaja fuera de Alemania. La producción de Hansgrohe se realiza en plantas de EE. UU., Alemania, Francia y China. Con 34 sucursales y 21 oficinas de venta, la empresa está presente en todo el mundo. Hansgrohe exporta sus productos a más de 140 países.

## Fundación e historia
En 1901, Hans Grohe, nacido el 14 de mayo de 1871 en Luckenwalde -una localidad cercana a Berlín- fundó la empresa en Schiltach / en plena región de la Selva Negra alemana. La empresa, que en aquel entonces empleaba a tres personas, empezó fabricando productos de metal prensado como, por ejemplo, piezas para relojes, ollas de latón y duchas de metal laminado, pero pronto se especializó en productos de metal para el baño. Las primeras exportaciones se realizaron a Ámsterdam, Países Bajos, en enero de 1907. Unos años más tarde, en 1919, la empresa ya empleaba a 3 administrativos y a 48 operarios de producción.
En 1929, Hans Grohe empezó a utilizar un nuevo procedimiento de prensado de latón y en 1930, a cromar sus productos. Cuatro años más tarde, su hijo Friedrich Grohe abandonó el negocio familiar para hacerse cargo de una empresa en Hemer, Renania del Norte-Westfalia, en 1936. Mientras su padre se dedicaba al desarrollo de duchas y tecnología de desagüe, Friedrich se centró en la producción de grifería. Actualmente la empresa se conoce con el nombre de Grohe AG.
En 1968, Klaus Grohe, el hijo menor de Hans Grohe, se incorporó a la empresa de su padre y se hizo cargo de la dirección en 1975. En 1977, introdujo la palabra y la marca figurativa Hansgrohe. A finales de los años sesenta y bajo su dirección, Hansgrohe empezó a trabajar en colaboración con diseñadores externos como Hartmut Esslinger (frog design) y más tarde Phoenix Design y Philippe Starck . Klaus Grohe también se dedicó a explorar nuevos segmentos de mercado: En 1981 Hansgrohe empezó a fabricar grifería e introdujo un sistema de reciclaje de aguas grises en 2001. En 1985, varios de sus accionistas vendieron sus participaciones a la sociedad de inversión estadounidense Masco Corporation con sede en Taylor, Míchigan. En 1999, Hansgrohe se convirtió en una sociedad anónima europea (Societas Europaea  SE), que no cotiza en bolsa. 
Tras 33 años como miembro de la Junta Directiva, Klaus Grohe asumió el cargo de presidente del Consejo de Administración en 2008,  al que continúa estrechamente vinculado como presidente honorífico desde 2015. En agosto de 2018, Hans Jürgen Kalmbach se hizo cargo de la presidencia de Hansgrohe, sustituyendo a Thorsten Klapproth en el puesto.

## Hansgrohe en España
Hansgrohe estableció una sucursal en España en 1974, con sede en Molins de Rey, Barcelona, donde también se encuentra la “Aquademie”, un centro de formación y exposición interactiva de productos. Esta fue la primera sucursal internacional del Grupo Hansgrohe.

## Hansgrohe en Latinoamérica
Hansgrohe cuenta con filiales y sucursales en Latinoamérica ubicadas en Buenos Aires / Argentina, São Paulo / Brasil, y Ciudad de México / México, y Ciudad de Panamá / Panamá.

## Productos
La gama de productos de Hansgrohe incluye:
- Termostatos, mezcladores y válvulas
- Duchas y sistemas de ducha
- Grifería para el baño y la cocina
- Accesorios para el baño

Los productos de Hansgrohe han sido galardonados con numerosos premios de diseño entre los que destacan el prestigioso premio iF Design Award 2016 , el Premio de diseño Red Do t: diseño de producto 2016 y el Premio de Diseño de la República Federal de Alemania 2012.
Hasta finales de 2015, Hansgrohe ha registrado aproximadamente 2.500 patentes. Entre los inventos más importantes cabe destacar: los sistemas de desagüe automáticos (1934), la barra de ducha (1953), el cabezal de ducha con chorros ajustables (1968), la grifería de cocina con ducha extraíble (1984), así como las distintas tecnologías para reducir el caudal de agua mediante el enriquecimiento del agua con aire (2004) y el control del chorro con solo pulsar un botón (2011). En 2015, Hansgrohe era titular de 24 patentes, 180 diseños y 93 marcas.

## Diseñadores
- Antonio Citterio
- Jean-Marie Massaud
- Philippe Starck
- Patricia Urquiola
- Phoenix Design
- Ronan y Erwan Bouroullec
- Nendo Design
- Front Design
- Barber & Osgerby

## Patrocinio
Conjuntamente con el fabricante de extractores Bora, Hansgrohe participa en el patrocinio del equipo ciclista alemán del World Tour “Bora-hansgrohe” como uno de los principales patrocinadores de 2017.